# Associação Desportiva Recreativa Cultural Icasa
La Associação Desportiva Recreativa Cultural Icasa (en español: Asociación Deportiva Recreativa Cultural Icasa), es un equipo de fútbol de Brasil de la ciudad de Juazeiro do Norte, Ceará. Fue fundado el 1 de mayo de 1963, desaparició en 1998, pero fue refundado el 7 de enero de 2002. Actualmente juega en el Campeonato Cearense de Serie B.

## Entrenadores
- Jorge Luís (?-marzo de 2006)[3]
- Oliveira Canindé (marzo de 2006-?)[3]
- Flávio Araújo (?-mayo de 2007)[4]
- Play Freitas (noviembre de 2010-?)[5]
- Arnaldo Lira (enero de 2011-?)[6]
- Freitas Nascimento (febrero de 2011-?)[7]
- Márcio Bittencourt (junio de 2011-?)[8]
- Arnaldo Lira (octubre de 2011-noviembre de 2011)[9][10]
- Tarcísio Pugliese (?-agosto de 2012)[11]
- Júlio Araújo (septiembre de 2012)[12]
- José Carlos Serrão (septiembre de 2012)[12][13]
- Francisco Diá (septiembre de 2012-?)[14]
- Tarcísio Pugliese (enero de 2014-julio de 2014)[15][16]
- Leandro Sena (?-agosto de 2014)[17]
- Vladimir de Jesus (agosto de 2014-junio de 2015)[18]
- Maurílio Silva (junio de 2015-septiembre de 2015)[19][20]
- Roni Araújo (septiembre de 2015-?)[20]
- Márcio Bittencourt (noviembre de 2015-febrero de 2016)[21][22]
- Toninho Cobra (abril de 2016-mayo de 2016)[23][24]
- Roni Araújo (2016-abril de 2017)[25][26]
- Danilo Augusto (abril de 2017-?)[26]
- Márcio Bittencourt (?-octubre de 2017)[27]
- Arnaldo Lira (octubre de 2017-?)[28]
- Erick Martins (febrero de 2018-mayo de 2018)[29][30]
- Play Freitas (diciembre de 2018-marzo de 2019)[31][32]
- Douglas Leite (abril de 2019-abril de 2019)[33][34]
- Flávio Araújo (?-mayo de 2020)

## Palmarés

### Torneos estaduales
- Campeonato Cearense de Serie B (3): 2003, 2010, 2020.
- Copa Fares Lopes (2): 2014, 2021.
- Taça Padre Cícero (2): 2014 y 2015.

### Torneos amistosos

#### Interestaduales
- Copa Integração (3): 2007, 2008, 2009.